# Ladri si nasce
Ladri si nasce è un film per la televisione comico italiano del 1997, diretto da Pier Francesco Pingitore e trasmesso in onda in prima TV assoluta su Canale 5 la sera di lunedì 13 gennaio 1997, piazzandosi vincente al primo posto con ascolti record di auditel con uno share di 9.428.000 spettatori.

## Trama
Il film racconta il passaggio di una tangente che ogni volta aumenta di valore tra persone diverse all'apparenza oneste. 
Un vigile urbano riceve una mazzetta di un milione di lire da un commerciante per chiudere un occhio su alcune irregolarità; la moglie a sua volta paga due milioni all'assistente di un esaminatore della motorizzazione per ottenere la patente di guida; questi a sua volta ne paga 4 ad un professore della figlia per assicurarsene la promozione. Il professore, incallito giocatore al lotto, paga ad una strozzina (che come copertura fa l'ortolana a Campo de' Fiori) dieci milioni a rimborso di un prestito; la donna a sua volta ne paga venticinque ad un funzionario ministeriale per far assumere il figlio al ministero. Il Funzionario, per vendere un suo terreno in Ciociaria a dei boss mafiosi, ne paga cinquanta al sindaco del paese per ottenere il cambio di destinazione del terreno; il sindaco a sua volta è costretto a pagarne ottanta ad un sindacalista per evitare una denuncia per aver sfruttato in nero degli africani per la raccolta di pomodori su una tenuta della moglie.
Il Sindacalista che, con la moglie, gestisce un giro di prostitute polacche, dovrà pagare cento milioni ad un boss siciliano che gestisce un altro giro di prostitute nigeriane che minaccia di denunciarlo per toglierlo dal business; il Boss a sua volta ne paga centocinquanta all'organizzatore di un festival canoro per assicurarsi la vittoria della sua donna; quest'ultimo, denunciato per evasione fiscale, ne pagherà trecento al funzionario del fisco che sta seguendo la pratica che, denunciato per aver ideato un sistema per modificare i controlli sulle denunce dei redditi, pagherà un miliardo di lire al procuratore che sta seguendo l'inchiesta per non finire in galera. 
Il film si chiude con tutti i protagonisti che si ritrovano nella stessa trattoria in cui si trova pure Pierluigi Zerbinati, storico imitatore di Craxi al Bagaglino; credendolo il vero ex segretario del PSI, indignati lo faranno cacciare e arrestare.

## Curiosità
In questo telefilm il cognome del personaggio interpretato da Leo Gullotta, Colantuono, è quello della nonna paterna di Pippo Franco, Angela Colantuono.